# Erich Borchmeyer
Erich Borchmeyer (Münster, 23 januari 1905 – Bielefeld, 17 augustus 2000) was een Duitse sprinter, die voornamelijk uitkwam op de 100 m.

## Loopbaan

### Tweemaal olympisch eremetaal
Borchmeyer maakte deel uit van de Duitse olympische ploeg die deelnam aan de Olympische Spelen van Los Angeles in 1932. Hij was lid van de 4 x 100 m estafetteploeg, die voorts bestond uit Helmut Körnig, Friedrich Hendrix en Arthur Jonath. Het viertal veroverde de zilveren medaille in een tijd van 40,9 s.
Bij de Olympische Spelen van 1936 in Berlijn was Erich Borchmeyer als enige van het team uit 1932 opnieuw van de partij. En weer leidde zijn optreden tot eremetaal. Samen met Wilhelm Leichum, Erwin Gillmeister en Gerd Hornberger won hij deze keer de bronzen plak. Dit gebeurde echter pas nadat de Nederlandse ploeg was gediskwalificeerd. Op enkele tientallen meters voor de finish werd laatste loper Hornberger gepasseerd door Tinus Osendarp. Daarbij raakte de linkerhand van Hornberger de rechter van Osendarp met daarin het estafettestokje, dat vervolgens prompt uit Osendarps hand werd geslagen. De Nederlanders betwistten de diskwalificatie, omdat Hornberger het ongelukkige voorval had toegegeven. Het was echter niet gefilmd. Naderhand was het op foto’s duidelijk te zien, maar ook bleek daaruit dat van opzet geen sprake was geweest. De Duitse ploeg ging dus vrijuit en veroverde brons.

### Europees kampioen
Erich Borchmeyer moest tijdens zijn atletiekcarrière vaker tegen Nederlandse concurrentie optornen en dat viel niet altijd mee. In Turijn, tijdens de Europese kampioenschappen van 1934, werd hij bij de finale van de 100 m door de jury aanvankelijk tot winnaar uitgeroepen, tot onbegrip bij het publiek. Na ingrijpen van assistent-teamleider Adriaan Paulen die, na over een twee meter hoog hek te zijn geklommen waarbij hij zijn broek scheurde, vervolgens luid roepend en gebarend op de finish afstevende om een protest in te dienen, besloot de jury de filmbeelden van de finish te bekijken. De volgende dag bleek dat Chris Berger de winnaar was.
Op de 4 x 100 m estafette haalde Borchmeyer vervolgens zijn gram. Samen met zijn landgenoten Egon Schein, Erwin Gillmeister en Gerd Hornberger snelde het Duitse viertal in 41,0 s naar de eerste Europese estafettetitel ooit, terwijl de Nederlanders niet verder kwamen dan de derde plaats.

## Titels
- Europees kampioen 4 x 100 m estafette - 1934

## Palmares

### 100 m
- 1934:  EK - 10,7 s
- 1936: 5e OS - 10,5 s

### 4 x 100 m estafette
- 1932:  OS - 40,9 s
- 1934:  EK - 41,0 s
- 1936:  OS - 41,2 s